# Cellepora globosa
Cellepora globosa är en mossdjursart som beskrevs av Ernst Marcus 1938. Cellepora globosa ingår i släktet Cellepora och familjen Celleporidae. Inga underarter finns listade i Catalogue of Life.